# Rhynchophorus
Rhynchophorus är ett släkte av skalbaggar. Rhynchophorus ingår i familjen Dryophthoridae.

## Dottertaxa tillRhynchophorus, i alfabetisk ordning[1]
- Rhynchophorus abbreviata
- Rhynchophorus abbreviatus
- Rhynchophorus analis
- Rhynchophorus apicalis
- Rhynchophorus asperulus
- Rhynchophorus barbirostris
- Rhynchophorus bicolor
- Rhynchophorus bilineatus
- Rhynchophorus bituberculatus
- Rhynchophorus borassi
- Rhynchophorus cafer
- Rhynchophorus caffer
- Rhynchophorus carbonarius
- Rhynchophorus carinatus
- Rhynchophorus carmelita
- Rhynchophorus cicatricosa
- Rhynchophorus cicatricosus
- Rhynchophorus cinctus
- Rhynchophorus cinereus
- Rhynchophorus colossus
- Rhynchophorus cribrarius
- Rhynchophorus cruentatus
- Rhynchophorus crustatus
- Rhynchophorus cycadis
- Rhynchophorus depressus
- Rhynchophorus dimidiatus
- Rhynchophorus elegans
- Rhynchophorus erythropterus
- Rhynchophorus fasciatus
- Rhynchophorus ferrugineus
- Rhynchophorus frumenti
- Rhynchophorus funebre
- Rhynchophorus funebris
- Rhynchophorus gagates
- Rhynchophorus gages
- Rhynchophorus germari
- Rhynchophorus gigas
- Rhynchophorus glabrirostris
- Rhynchophorus granarius
- Rhynchophorus haemorrhoidalis
- Rhynchophorus hemipterus
- Rhynchophorus immunis
- Rhynchophorus inaequalis
- Rhynchophorus indostanus
- Rhynchophorus interstitialis
- Rhynchophorus introducens
- Rhynchophorus kaupi
- Rhynchophorus lanuginosus
- Rhynchophorus limbatus
- Rhynchophorus linearis
- Rhynchophorus lobatus
- Rhynchophorus longipes
- Rhynchophorus montrouzieri
- Rhynchophorus niger
- Rhynchophorus nitidipennis
- Rhynchophorus nitidulus
- Rhynchophorus noxius
- Rhynchophorus oryzae
- Rhynchophorus palmarum
- Rhynchophorus papuanus
- Rhynchophorus pascha
- Rhynchophorus patinarum
- Rhynchophorus pertinax
- Rhynchophorus phoenicis
- Rhynchophorus picea
- Rhynchophorus piceus
- Rhynchophorus placidus
- Rhynchophorus politus
- Rhynchophorus praepotens
- Rhynchophorus quadrangulus
- Rhynchophorus quadripunctatus
- Rhynchophorus quadripustulata
- Rhynchophorus quadripustulatus
- Rhynchophorus reaumuri
- Rhynchophorus rectus
- Rhynchophorus rex
- Rhynchophorus rubellus
- Rhynchophorus ruber
- Rhynchophorus rubiginea
- Rhynchophorus rubigineus
- Rhynchophorus rubrocinctus
- Rhynchophorus sanguarius
- Rhynchophorus sanguinolentus
- Rhynchophorus schach
- Rhynchophorus seminiger
- Rhynchophorus serrirostris
- Rhynchophorus sexmaculatus
- Rhynchophorus signaticollis
- Rhynchophorus sordidus
- Rhynchophorus striatus
- Rhynchophorus tenuirostris
- Rhynchophorus tredecimpunctatus
- Rhynchophorus truncatus
- Rhynchophorus variegatus
- Rhynchophorus velutinus
- Rhynchophorus venatus
- Rhynchophorus vulneratus
- Rhynchophorus zimmermanni

## Bildgalleri

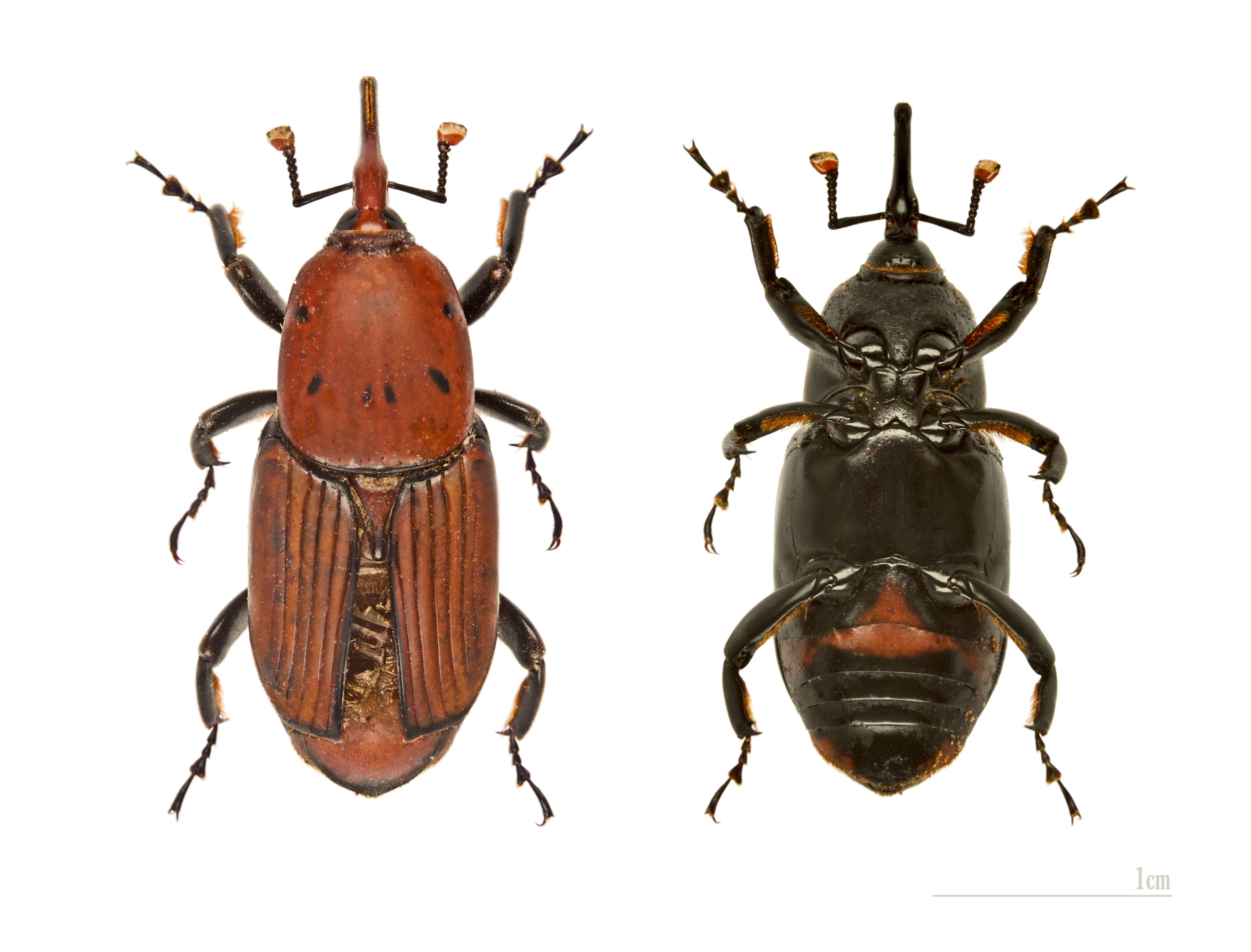
Rhynchophorus ferrugineus
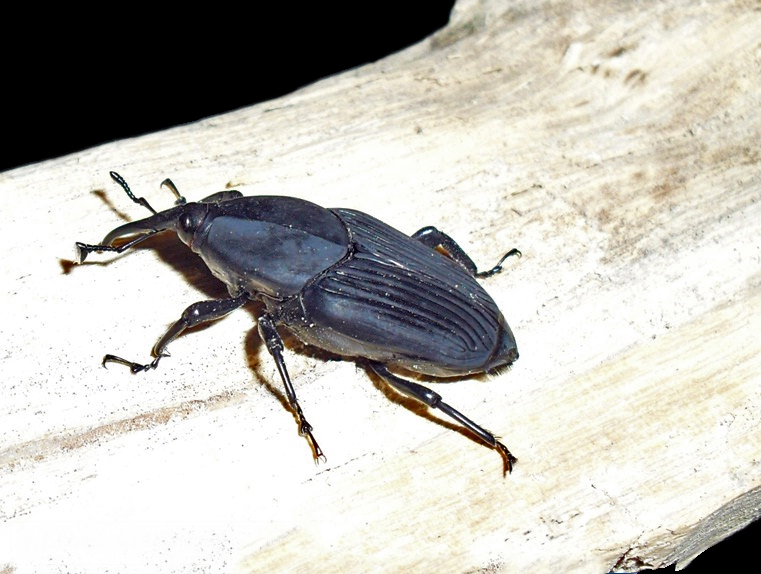
Rhynchophorus palmarum